# Bobrovník
Bobrovník este o comună slovacă, aflată în districtul Liptovský Mikuláš din regiunea Žilina, pe malul râului Váh. Localitatea se află la altitudinea de 595 m deasupra n.m., se întinde pe o suprafață de 6,78 km2 și în 2017 număra 137 de locuitori. Se învecinează cu comuna Bukovina.

## Istoric
Localitatea Bobrovník este atestată documentar din 1273.

## Demografie
| An:                | 1994 | 2004   | 2014    | 2024   |
| ------------------ | ---- | ------ | ------- | ------ |
| Număr de persoane: | 158  | 143    | 126     | 123    |
| Diferență:         |      | −9,49% | −11,88% | −2,38% |

| An:                | 2023 | 2024   |
| ------------------ | ---- | ------ |
| Număr de persoane: | 124  | 123    |
| Diferență:         |      | −0,80% |